# یواس‌ان‌اس لوئیس و کلارک (تی-ای‌کی‌ای-۱)
یواس‌ان‌اس لوئیس و کلارک (تی-ای‌کی‌ای-۱) (به انگلیسی: USNS Lewis and Clark (T-AKE-1)) یک کشتی است که طول آن ۶۸۹ فوت (۲۱۰ متر) می‌باشد. این کشتی  در سال ۲۰۰۵ ساخته شد.